# GLBT Historical Society
La Gay, Lesbian, Bisexual, Transgender Historical Society («Sociedad histórica GLBT») es un museo y archivo de material relacionado con la historia LGBT en los Estados Unidos, con especial hincapié en San Francisco y el Norte de California. A veces denominado el «Smithsoniano queer», la sociedad es uno de los aproximadamente 30 archivos LGBT de los Estados Unidos —y está entre las pocas de esas organizaciones que se beneficia de personal en nómina y que funcionan como un centro completo de exhibiciones, programas, investigación y producción de historia oral. Está reconocida por el Internal Revenue Service (hacienda) como una organización educativa del tipo 501(c)3 libre de impuestos y está registrada en el Estado de California como una ONG sin fines de lucro.
La sociedad alberga uno de los mayores archivos históricos LGBT de Estados Unidos, con unas 600 colecciones de manuscritos; 3000 revistas y periódicos; 75.000 fotografías; 2500 camisetas con textos e imágenes; y 400 historias orales; así como extensas colecciones de cine y vídeo, textiles históricos, carteles, coleccionables diversos, obras de arte y gráficas y artefactos. Entre las colecciones manuscritas cabe mencionar las más de 200 cajas de material donadas por las activistas lesbianas Del Martin y Phyllis Lyon. Un catálogo de las colecciones de manuscritos, revistas y periódicos de la sociedad se encuentra en la página web de la sociedad, y las fichas completas para muchos de los manuscritos se pueden encontrar en línea en el Archivo de California, un proyecto de la Librería Digital de California.
La GLBT Historical Society tiene su sede en la calle Mission n.º 657, Suite 300, en el barrio de South of Market de San Francisco. A finales de 2010 la sociedad abrió su museo de historia LGBT, el GLBT History Museum, en un local distinto preparado para exhibiciones y programas, en la calle 18.ª n.º 4127, en el barrio de Castro, también en San Francisco.

## Historia

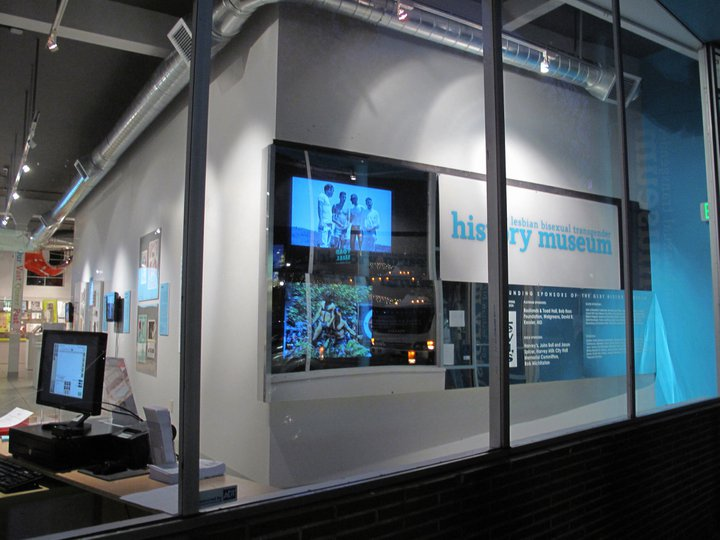
El Museo de Historia GLBT de San Francisco, visto desde la acera la tarde de su preapertura, el 10 de diciembre de 2010. Foto: GLBT Historical Society.

La «Gay, Lesbian, Bisexual, Transgender Historical Society» fue creada a mediados de 1980 cuando Willie Walker, un enfermero, se dio cuenta de que la historia gay estaba muriendo junto con las víctimas de la epidemia del sida. Walker se implicó activamente en un grupo de estudio privado, el «San Francisco Gay and Lesbian History Project», que incluía entre sus miembros una serie de personas que posteriormente harían grandes contribuciones culturales —entre ellos, el historiador Allan Bérubé y Estelle Friedman, el estudioso independiente Jeffrey Escoffier, la autora y organizadora Amber Hollibaugh y la antropóloga y teórica queer Gayle Rubin. 
Cada uno de los miembros del Gay and Lesbian History Project tenía como tarea el desarrollo de un gran proyecto para presentar al grupo; Walker presentó como propuesta la creación de una sociedad histórica para preservar los legajos de la historia gay y lésbica del Área de la Bahía y ponerla a disposición de la comunidad. Apoyado por los miembros del History Project, Walker y varias otras personas prepararon una reunión pública el 16 de marzo de 1985 para discutir la fundación de una sociedad histórica. Participaron unas 50 personas y votaron para crear una institución que inicialmente se llamaría «San Francisco Bay Area Gay and Lesbian Historical Society» («Sociedad histórica gay y lésbica del área de la Bahía de San Francisco»).
Durante su existencia, la Historical Society se ha renombrado en dos ocasiones para reflejar mejor la amplitud de su fondo y el rango de las identidades y prácticas representadas en sus colecciones y programas. En 1990 la organización cambió su nombre a «Gay and Lesbian Historical Society of Northern California» («Sociedad histórica gay y lésbica del norte de California»), clarificando el área de origen de sus principales colecciones. En 2000, respondiendo a una inquietud de las comunidades de bisexuales y transgénero y sus aliados, la institución adoptó su nombre actual, «Gay, Lesbian, Bisexual, Transgender Historical Society» («Sociedad histórica GLBT»), para dejar más claro la misión inclusiva que la sociedad se había dado desde su fundación. En el uso diario, la institución suele usar la forma corta, «GLBT Historical Society».
Las colecciones del archivo de la Historical Society se conservaron inicialmente en el salón del apartamento de Walker, en la calle 18.ª de San Francisco. En 1990, la sociedad se trasladó a un local propio, en los bajos del Redstone Building en la calle 16.ª, cerca del barrio de South Van Ness —un edificio que también acogía la compañía de teatro gay y lésbica Theater Rhinoceros. Las colecciones crecieron continuamente y hacia 1995 la Historical Society se trasladó a un local de 340 m² en el cuarto piso del n.º 973 de la calle Market. La sede se trasladó de nuevo en 2003, al tercer piso de un edificio en el n.º 657 de la calle Mission, que también acogía a otras instituciones culturales: el Museo de los Dibujos Animados, San Francisco Camerawork y la galería Catharine Clark Gallery. El local, de 610 m², incluía dos galerías dedicadas a las exhibiciones, una sala de lectura, un gran espacio para los archivos y varias oficinas para el personal y los voluntarios. La sociedad empleaba regularmente una de las galerías para realizar charlas sobre historia y discusiones, que en su mayoría fueron filmadas en video para ser colocadas en la página web.
En noviembre de 2010, anticipando la apertura del nuevo museo de historia LGBT, la sociedad cerró sus galerías y el espacio de actividades en el n.º 657 de la calle Mission, manteniendo los archivos, la sala de lectura y las oficinas administrativas en el lugar.

## Museo temporal (2008-2009)
De noviembre de 2008 a octubre de 2009, la GLBT Historical Society tuvo un museo temporal en el barrio de Castro, en la esquina de las calles 18.ª y Castro: ese espacio mostraba la exhibición «Passionate Struggle: Dynamics of San Francisco's GLBT History» que hacía un recorrido un siglo de historia LGBT de la ciudad empleando documentos y objetos de las colecciones de la sociedad. El comisario de la exhibición fue Don Romesburg, profesor adjunto de estudios femeninos y de género en la Universidad Estatal de San Francisco, con la asistencia de un comité de académicos y estudiosos independientes.
Entre los objetos en exposición estaban un estudio preliminar para el mural «Maestrapeace» en la fachada del edificio de las mujeres de San Francisco (San Francisco Women's Building), la máquina de coser empleada por el diseñador Gilbert Baker para crear la primera bandera gay y el traje que llevaba el concejal gay de San Francisco Harvey Milk en el momento de su asesinato el 27 de noviembre de 1978. La exposición fue visitada por aproximadamente 25.000 personas de todo el mundo durante los once meses que duró.

## GLBT History Museum

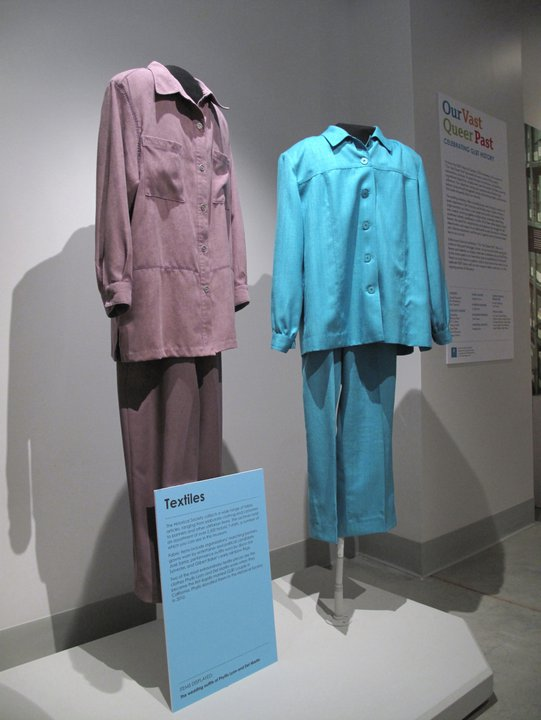
Trajes de pantalón que Del Martin y Phyllis Lyon llevaron para su boda en San Francisco en 2004 y 2008; en exposición en el GLBT History Museum. Foto: GLBT Historical Society.

El 10 de diciembre de 2010 la GLBT Historical Society se abrió el «GLBT History Museum» («Museo de historia LGBT») en el barrio de Castro para la prensa y las autoridades. Situado en un local comercial de 150 m², en el n.º 4127 de la calle 18.ª, cerca de la calle Castro, posee dos galerías históricas con habitaciones para actos públicos, una pequeña tienda y el área de recepción. La sociedad ha firmado un contrato de realquiler por cinco años; las extensas reformas, junto con un importante descuento en el alquiler mensual han sido donadas por la empresa Walgreen Company, que tiene el alquiler primario y usa un cuarto de la fachada como escaparate adicional de la farmacia Walgreen adyacente.
La fiesta de apertura oficial se realizó el 13 de enero de 2011. El alcalde interino de San Francisco, Edwin M. Lee, cortó la cinta con los colores del arco iris para inaugurar oficialmente el museo; también presentó una proclama declarando la fecha como «día del museo de historia LGBT» en San Francisco. Fue el primer evento público de relevancia de Lee en la función de alcalde. También participó Scott Wiener, recién elegido miembro del concejo del distrito que incluye el vecindario de Castro —el puesto ocupado anteriormente por Harvey Milk. Otros invitados incluían a Phyllis Lyon, activista lésbica, al novelista Armistead Maupin, al fotógrafo  Daniel Nicoletta, al antiguo concejal y candidato a alcalde Bevan Dufty y a la transformista Donna Sachet.
El museo abrió con dos exhibiciones multimedia. En la galería principal, «Our Vast Queer Past: Celebrating GLBT History» («Nuestro vasto pasado queer: celebrando la historia LGBT») ilustrando más de 20 temas clave de los últimos 100 años de la historia de las personas y comunidades LGBT de San Francisco y el área de su bahía. Los comisarios fueron Gerard Koskovich, Don Romesburg y Amy Sueyoshi, con la ayuda de diecisiete comisarios asociados. La exposición incluye más de 450 objetos, fotografías, documentos, trajes y películas y vídeos. Todo el material proviene de las colecciones de la sociedad y la mayoría nunca han sido expuestos con anterioridad. Entre los objetos exhibidos están el licenciamiento con honor en 1919 del novelista gay Clarkson Crane, que había luchado en la I Guerra Mundial; la única fotografía conocida de hombres gays retenidos en los campos de concentración que los Estados Unidos crearon para el internamiento de sus ciudadanos de origen japonés durante la II Guerra Mundial; documentos reflejando la vida del autor transexual Lou Sullivan (1950-1991); un traje extravagante de 1983 llevado por la dragqueen de San Francisco Baroness Eugenia von Dieckoff (1920-1988); y fotografías, folletos y camisetas de las guerras feministas por el sexo de las décadas de 1980 y 90.
En la galería menor, se presentó «Great Collections From the GLBT Historical Society Archives» («Grandes colecciones de los archivos de la Sociedad Histórica LGBT»), cuyo comisario fue el director de la Historical Society, Paul Boneberg, que muestra una introducción a los materiales que son conservados por la sociedad. Entre los objetos exhibidos hay varios ejemplos de la colección de textiles: los trajes de pantalón que Del Martin y Phyllis Lyon llevaron para su boda durante el «Invierno del Amor» de San Francisco en 2004 y de nuevo en 2008 cuando se convirtieron en la primera pareja en casarse durante el corto periodo en que fue legal en California. Otros ejemplos de las colecciones de la sociedad exhibidos son objetos personales de Harvey Milk; coleccionables diversos; pósteres; periódicos; fotografías; entrevistas de historia oral; películas  y grabaciones vídeo y sonido.
El Museo de Historia LGBT está abierto de martes a sábado de 11:00 a 19:00 y los domingos de 12:00 a 17:00. La entrada cuesta 5$. El primer jueves de cada mes, la entrada es gratis para todos los visitantes, financiado por la Fundación Bob Ross. Los fondos del nuevo museo también provienen de la compañía Levi's (Levi Strauss & Co.), la ciudad de San Francisco, comerciantes del vecindario y numerosos donantes a nivel individual.

## Proyectos asociados
Para expandir el acceso público a los archivos y los programas históricos, la GLBT Historical Society ha financiano una serie de proyectos asociados:
- En 1991, junto con la Universidad de California en Berkeley, la sociedad publicó una edición en microfilm de una amplia sección de boletines, revistas y periódicos raros de su colección.[17] En 2004 y 2005 se realizaron más ediciones microfilmadas de la colección de publicaciones periódicas de la sociedad, esta vez publicadas por Primary Source Media, una editorial del grupo editorial Gale.[18]

- En 2006, la sociedad creó su propio canal de YouTube para diseminar los fondos de películas y vídeo disponibles en sus fondos, así como vídeos de sus programas históricos. Entre los materiales publicados están las películas caseras de la colección de Harold O'Neal que documentan la vida gay en el Área de la Bahia de San Francisco de finales de la década de 1930 hasta mediados de los 80.[19]

- En 2007, la sociedad creó una cuenta en Flickr para publicar imágenes históricas de sus fondos y fotografías de sus programas y eventos.

- En 2009, la sociedad lanzó una bases de datos que se puede acceder en línea para los más de 10.000 obituarios y noticias de muertes que han aparecido en el principal semanal LGBT de San Francisco, el Bay Area Reporter, comenzando con el primer artículo de ese tipo publicado en el periódico en 1979; muchos de los obituarios muestran la tasa catastrófica de muertes causadas por la epidemia de sida en San Francisco desde principios de la década de 1980 a finales de la de los 90.[20]

- En 2010, la sociedad lanzó un proyecto para crear y publicar en línea archivos sonoros digitales de sus fondos; llamado «Gayback Machine»,[21] la iniciativa debutó con grabaciones de más de 250 horas de duración provenientes de los programas de radio gays semanales realizados por el periodista Randy Alfred de 1973 a 1984.[22]